# Басараб IV Цепелюш
Басараб IV Цепелюш Тынэр (Молодой) (рум. Basarab IV Ţepeluş cel Tânăr; ум. апрель 1482) — господарь Валахии из династии Басарабов-Данешти (1477—1481, 1481—1482). Сын валашского господаря Басараба II.

## Биография
В ноябре 1477 года молдавский господарь Стефан III Великий изгнал из Валахии Басараба Старого, перешедшего на сторону Порты, и посадил на валашский престол своего ставленника Басараба Цепелюша Тынэра. Новый валашский господарь, дабы удержаться на господарском троне, стал ориентироваться на Османскую империю. В ответ в сентябре 1481 года Стефан Великий совершил поход на Валахию, изгнал Басараба Цепелюша и посадил на господарский престол Влада Монаха. В ноябре того же 1481 года Басараб Цепелюш вернул себе валашский трон и изгнал Влада Монаха. В апреле 1482 года валашский господарь Басараб Цепелюш Тынэр был убит своими боярами.